# Armed Forces Bowl 2017
Match précédent Match suivant
L'Armed Forces Bowl 2017 est un match de football américain de niveau universitaire joué après la saison régulière de 2017, le 23 décembre 2017 au Amon G. Carter Stadium de Fort Worth dans l'état du Texas aux États-Unis.
Il s'agit de la 15e édition de l'Armed Forces Bowl.
Le match met en présence les équipes des Aztecs de San Diego State issus de la Mountain West Conference et des Black Knights de l'Army, équipe Indépendante.
Il débute à 14 h 30 locales et est retransmis en télévision sur ESPN.
Sponsorisé par la société Lockheed Martin, le match est officiellement dénommé le  Lockheed Martin Armed Forces Bowl 2017.
Les Black Knights de l'Army remportent le match 42 à 35.

## Présentation du match
| Équipes                   | Conférences | Entraîneurs      | Stats. saison rég. | Classements avant le bowl CFP-AP-Coaches |
| ------------------------- | ----------- | ---------------- | ------------------ | ---------------------------------------- |
| Aztecs de San Diego State | MWC         | Rocky Long (en)  | 10 - 2             | NC                                       |
| Black Knights de l'Army   | Ind.        | Jeff Monken (en) | 9 - 3              | NC                                       |
| Arbitre : Ron Snodgrass   |             |                  |                    |                                          |

C'est la troisième rencontre entre ces deux équipes, les Aztecs ayant remporté les deux premiers matchs (23 à 20 le 10 septembre 2011 à West Point et 42 à 7 le 8 septembre 2012 à San Diego).

### Aztecs de San Diego State
Avec un bilan global en saison régulière de 10 victoires et 2 défaites, San Diego est éligible et accepte l'invitation pour participer à l'Armed Forces Bowl de 2017.
Ils terminent 2e de la West Division de la Mountain West Conference derrière Fresno State, avec un bilan en division de 6 victoires et 2 défaites.
À l'issue de la saison 2017, ils n'apparaissent pas dans les classements CFP, AP et Coaches.
C'est leur 1re participation à l'Armed Forces Bowl.

### Black Knights de l'Army
Pour la saison 2017, l'Army avait signé un contrat les liant avec l'Armed Forces Bowl aux conditions qu'elle soit éligible et qu'elle ne soit pas sélectionnée pour un des six matchs de Nouvel An. Dès leur victoire (31 à 28) sur les Owls de Temple en saison régulière, les Black Knights acceptent officiellement l'invitation à participer à l'Armed Forces Bowl. Comme équipe indépendante, ils terminent la saison régèlière avec un bilan global de 9 victoires et 3 défaites.
À l'issue de la saison 2017, ils n'apparaissent pas dans les classements CFP, AP et Coaches.
Il s'agit de leur seconde participation à cet événement après leur victoire contre les Mustangs de SMU en 2010 par le score de 16 à 14.

## Résumé du match
Début du match à 14 h 40, fin vers 17 h 42 pour une durée totale de jeu de 3 heures et 2 minutes.
Températures de 9 °C, vent faible de NNO de force 3 km/h, ciel ensoleillé.
| QT          | Temps       | Drive       | Drive       | Drive       | Équipe      | Description de l'action | Score | Score |
| QT          | Temps       | Jeux        | Yards       | TDP         | Équipe      | Description de l'action | SDST  | ARMY  |
| ----------- | ----------- | ----------- | ----------- | ----------- | ----------- | --- | ----- | ----- |
| 1           | 13:36       | 3           | 73          | 01:24       | SDST        | TD à la suite d'une course de 81 yards par RB Penny, Rashaad + 1 point de conversion par K Baron, John                              | 7     | 0     |
| 1           | 02:13       | 8           | 70          | 04:09       | ARMY        | TD à la suite d'une course de 19 yards par QB Bradshaw, Ahmad + 1 point de conversion par K Wilson, Blake                           | 7     | 7     |
| 2           | 14:52       | 5           | 70          | 02:13       | SDST        | TD à la suite d'une course de 32 yards par RB Penny, Rashaad + 1 point de conversion par K Baron, John                              | 14    | 7     |
| 2           | 07:50       | 12          | 74          | 06:58       | ARMY        | TD à la suite d'une course de 7 yards par RB Woolfolk, Darnell + 1 point de conversion par K Wilson, Blake                          | 14    | 14    |
| 2           | 00:18       | 13          | 53          | 05:55       | ARMY        | TD à la suite d'une course de 4 yards par RB Davidson, Andy + 1 point de conversion par K Wilson, Blake                             | 14    | 21    |
| 2           | 00:05       | -           | -           | -           | SDST        | TD à la suite d'un retour de kickoff sur 78 yards par Washington, Juwan + 1 point de conversion par K Baron, John                   | 21    | 21    |
| 3           | 01:49       | 4           | 72          | 01:52       | SDST        | TD à la suite d'une course de 49 yards par RB Penny, Rashaad + 1 point de conversion par K Baron, John                              | 28    | 21    |
| 4           | 09:25       | 10          | 79          | 04:47       | ARMY        | TD à la suite d'une course de 27 yards par QB Bradshaw, Ahmad + 1 point de conversion par K Wilson, Blake                           | 28    | 28    |
| 4           | 05:47       | 7           | 44          | 03:31       | SDST        | TD à la suite d'une course de 4 yards par RB Penny, Rashaad 4 yd run + 1 point de conversion par K Baron, John                      | 35    | 28    |
| 4           | 00:18       | 15          | 72          | 05:24       | ARMY        | TD à la suite d'une course de 1 yard par RB Woolfolk, Darnell 1 + 2 points de conversion à la suite d'une course de RB Walker, Kell | 35    | 36    |
| 4           | 00:00       | -           | -           | -           | ARMY        | TD à la suite d'un fumble recouvert et remonté sur 29 yards par DB Riley, Elijah                                                    | 35    | 42    |
| Score final | Score final | Score final | Score final | Score final | Score final | Score final | 35    | 42    |

## Statistiques
| Meilleur joueur (MVP) |                 |        |
| Noms                  | Équipes         | Postes |
| BRADSHAW, Ahmad       | Army            | QB     |
| PENNY, Rashaad        | San Diego State | RB     |

| Statistiques par équipe                |                                                        |                                                       |
| Statistiques                           | SDST                                                   | ARMY                                                  |
| 1er down                               | 11                                                     | 31                                                    |
| 1er down à la course                   | 7                                                      | 28                                                    |
| 1er down à la passe                    | 3                                                      | 1                                                     |
| 1er down suite pénalité                | 1                                                      | 2                                                     |
| Conversion de 3e down                  | 2/4                                                    | 13/18                                                 |
| Conversion de 4e down                  | 0/0                                                    | 2/4                                                   |
| Jeux–yards                             | 31 jeux pour 280 yards                                 | 91 jeux pour 446 yards                                |
| Yards à la course                      | 21 courses pour 255 yards moyenne de 12,1 yards/course | 87 courses pour 440 yards moyenne de 5,1 yards/course |
| Yards à la passe                       | 25                                                     | 6                                                     |
| Passes : Réussies-Tentées-Interceptées | 6/10 passes complétées, 1 interception                 | 1/4 passe complétée, 1 interception                   |
| Réussite en zone rouge/chances         | 1/2                                                    | 4/5                                                   |
| TD                                     | 5                                                      | 6                                                     |
| Field Goals                            | 0/0                                                    | 0/0                                                   |
| Sacks (Nombre-Yards gagnés)            | 0/0                                                    | 1 pour 10 yards adverses perdus                       |
| Fumbles (Nombre/Perdus)                | 1/1                                                    | 1/0                                                   |
| Pénalités (Nombre/Yards perdus)        | 10 pour 82 yards perdus                                | 4 pour 47 yards perdus                                |
| Temps de possession                    | 14:00                                                  | 46:00                                                 |

| Statistiques individuelles |                    |                                                                            |
| Quaterbacks                |                    |                                                                            |
| SDST                       | CHAPMAN, Christian | 6/10 passes complétées, 1 interception, 25 yards, 0 TD, 1 sack subi        |
| ARMY                       | BRADSHAW, Ahmad    | 1/3 passe complétée, 0 interception, 6 yards, 0 TD, 0 sack subi            |
| Meilleurs coureurs         |                    |                                                                            |
| SDST                       | PENNY, Rashaad     | 14 courses pour 221 yards nets gagnés, 4 TDs, moyenne de 15,8 yards/course |
| ARMY                       | BRADSHAW, Ahmad    | 32 courses pour 180 yards nets gagnés, 2 TDs, moyenne de 5,6 yards/course  |
| Meilleurs receveurs        |                    |                                                                            |
| SDST                       | TREVILLION, Fred   | 3 courses pour 34 yards                                                    |
| ARMY                       | HARRISON, Camden   | 1 course pour 6 yards                                                      |
| Meilleurs tacleurs         |                    |                                                                            |
| SDST                       | TEZINO, Kyahva     | 17 tacles dont 11 en solo                                                  |
| ARMY                       | McCLINTON, Jaylon  | 6 tacles dont 2 en solo                                                    |